# Yrjö Saarela
Yrjö Erik Mikael Saarela (Oulujoki, Oulu, Ostrobòtnia del Nord, 13 de juliol de 1882 - Liminka, Ostrobòtnia del Nord, 30 de juny de 1951) va ser un lluitador finlandès que va competir a principis del segle xx.
El 1908 va prendre part en els Jocs Olímpics de Londres, on guanyà la medalla de plata de la categoria del pes semipesant de lluita grecoromana, després de guanyar a Carl Jensen en semifinals, però perdre en la final contra el seu compatriota Verner Weckman.
Quatre anys més tard, als Jocs d'Estocolm guanyà la medalla d'or en la categoria del pes pesant, en imposar-se a la final a Johan Olin i Søren Marinus Jensen.